# 새뮤얼 프랜시스
새뮤얼 아델레바리 프랜시스(영어: Samuel Adelebari Francis, 1987년 3월 27일 ~ )는 카타르의 단거리 육상 선수이다.